# Satsumanus satsumae
Satsumanus satsumae är en insektsart som beskrevs av Matsumura 1914. Satsumanus satsumae ingår i släktet Satsumanus och familjen dvärgstritar. Inga underarter finns listade i Catalogue of Life.